# Hippotion rosetta
Hippotion rosetta is een vlinder uit de familie van de pijlstaarten (Sphingidae). De wetenschappelijke naam van de soort werd in 1892 gepubliceerd door Charles Swinhoe.